# Zmarli w roku 1790
Lista osób zmarłych w 1790:

## luty 1790
- 20 lutego – Józef II, cesarz rzymski[1]

## kwiecień 1790
- 17 kwietnia – Benjamin Franklin, amerykański dyplomata, filozof, publicysta, jeden z Ojców-założycieli Stanów Zjednoczonych[2]

## lipiec 1790
- 17 lipca – Adam Smith, szkocki filozof ekonomiczny[3]
- 25 lipca – Johannes Bernhard Basedow pedagog i teolog niemiecki[4]

## październik 1790
- 4 października – Jan Dekert, prezydent Warszawy w latach 1789–1790, jeden z przywódców tzw. czarnej procesji w 1789 roku[5]

## listopad 1790
- 11 listopada – Nicolò Pacassi, austriacki architekt[6]
- 21 listopada – książę Karol Stanisław Radziwiłł „Panie Kochanku”, wojewoda wileński i starosta lwowski[7]